# Euxesta binotata
Euxesta binotata är en tvåvingeart som beskrevs av Friedrich Hermann Loew 1868.
Euxesta binotata ingår i släktet Euxesta och familjen fläckflugor. Inga underarter finns listade i Catalogue of Life.